# ورخنودنیپروفسک
ورخنودنیپروفسک (به روسی: Верхньодніпровськ) شهری است در استان دنیپروپتروفسک که در کشور اوکراین قرار دارد. جمعیت این شهر ۱۵٬۴۴۷ نفر است.

## نگارخانه

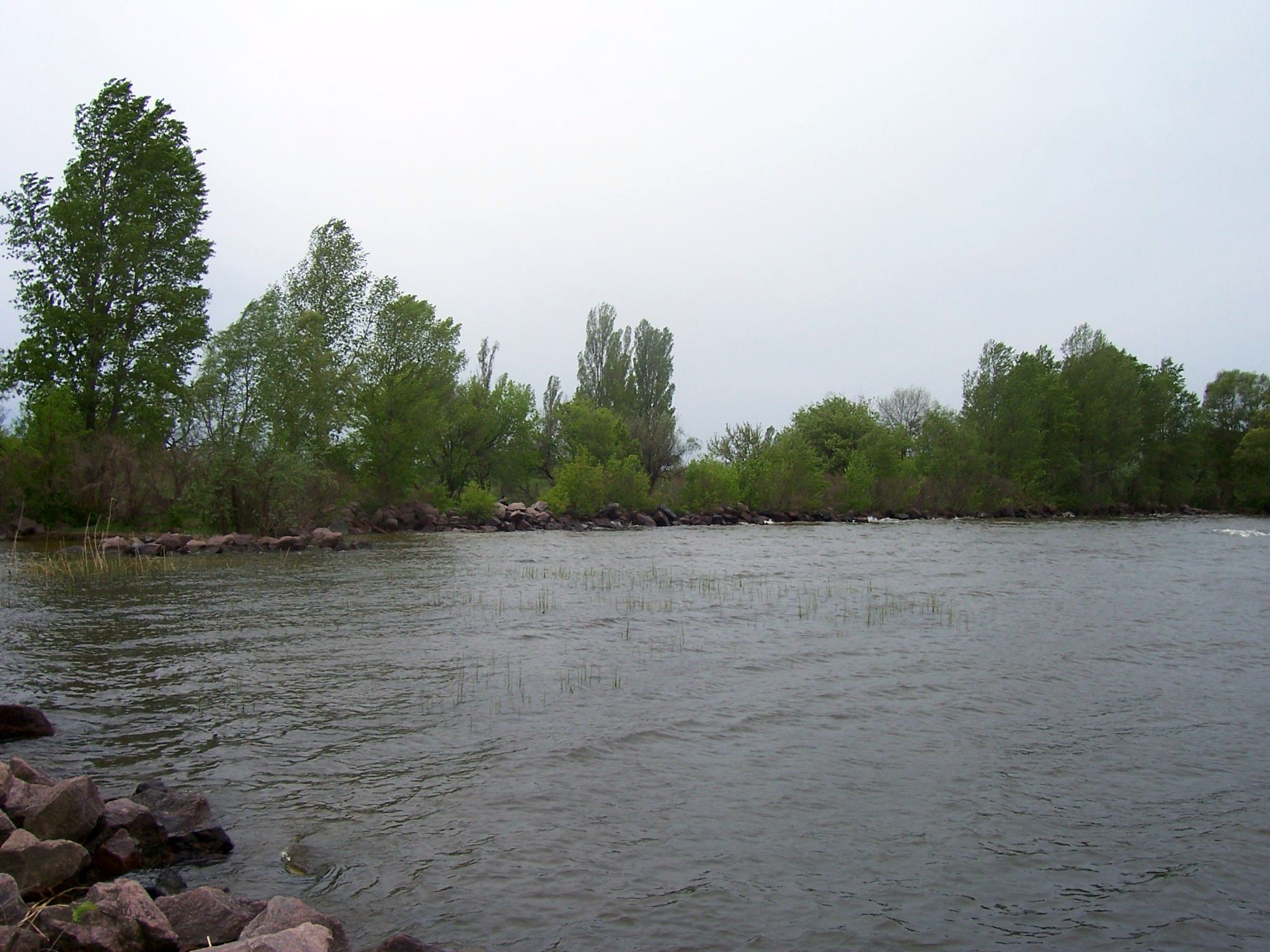
رودخانه دنیپر در ورخنودنیپروفسک
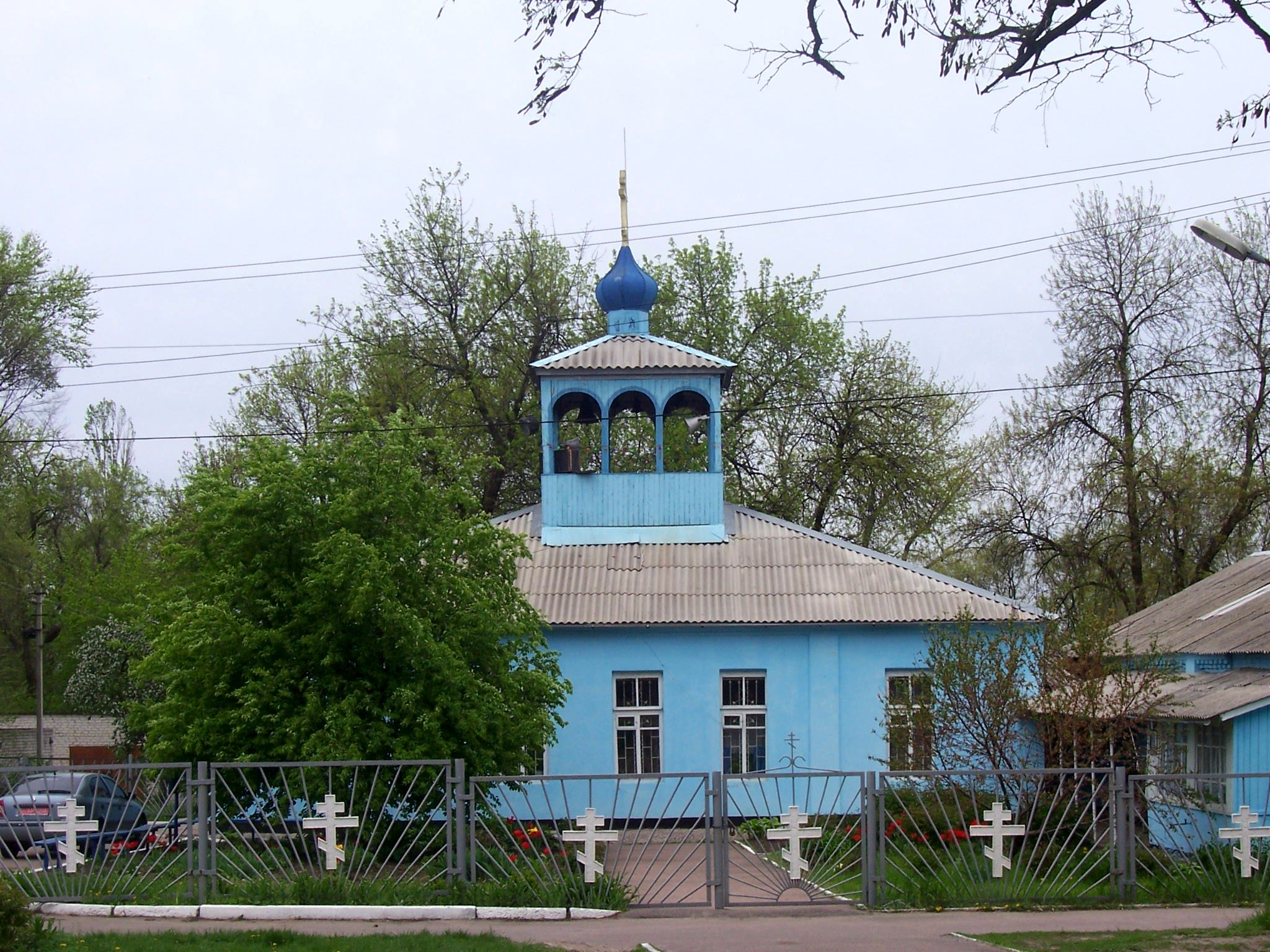
کلیسای ورخنودنیپروفسک
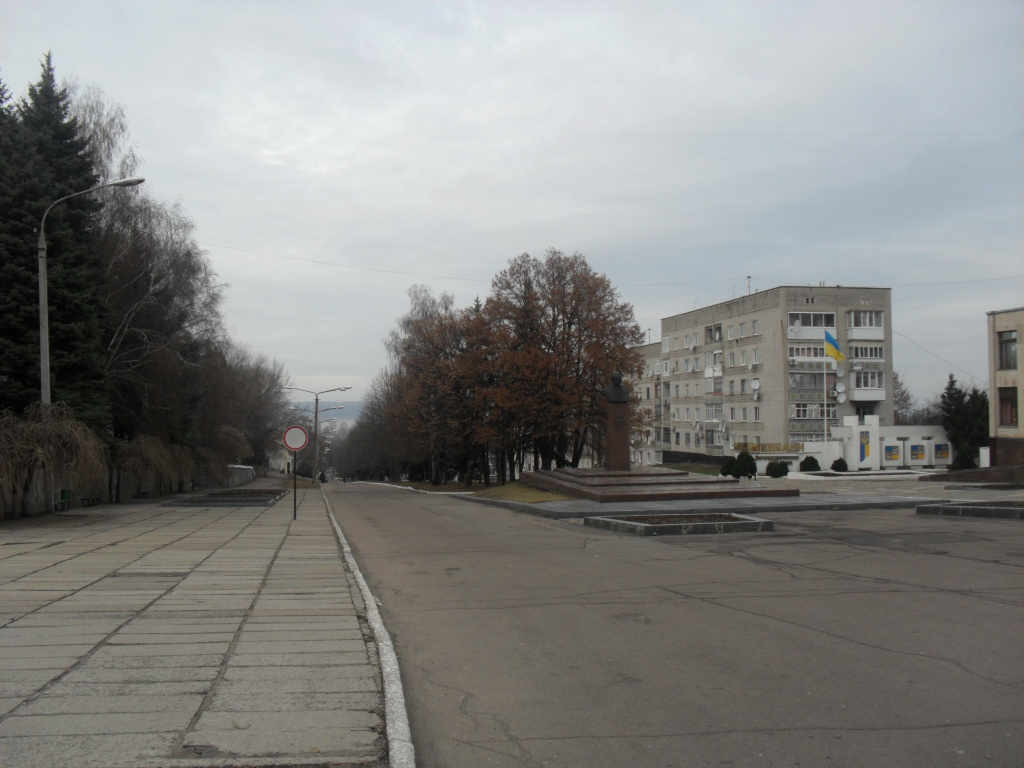
مرکز شهر ورخنودنیپروفسک
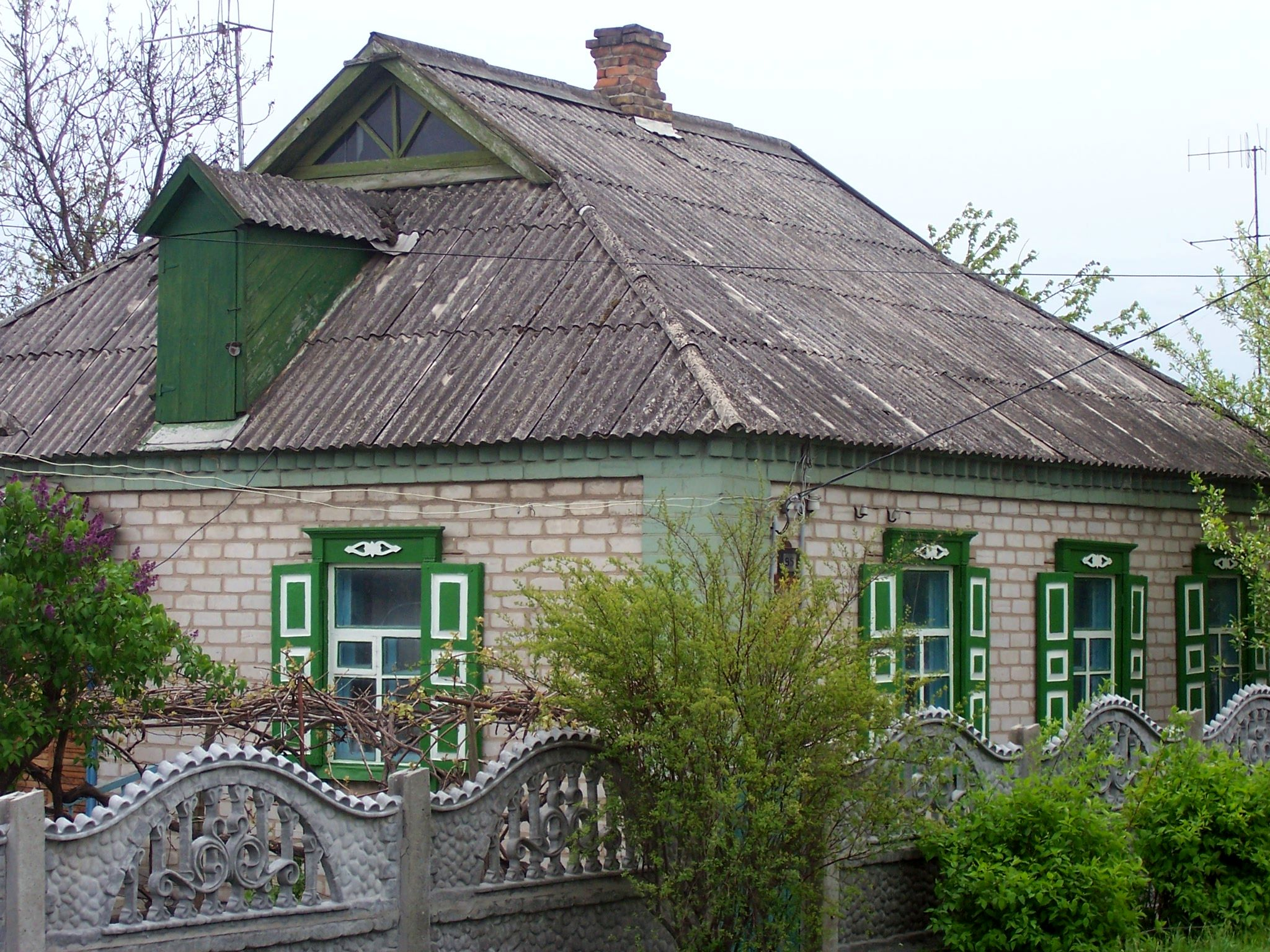
یک خانه قدیمی
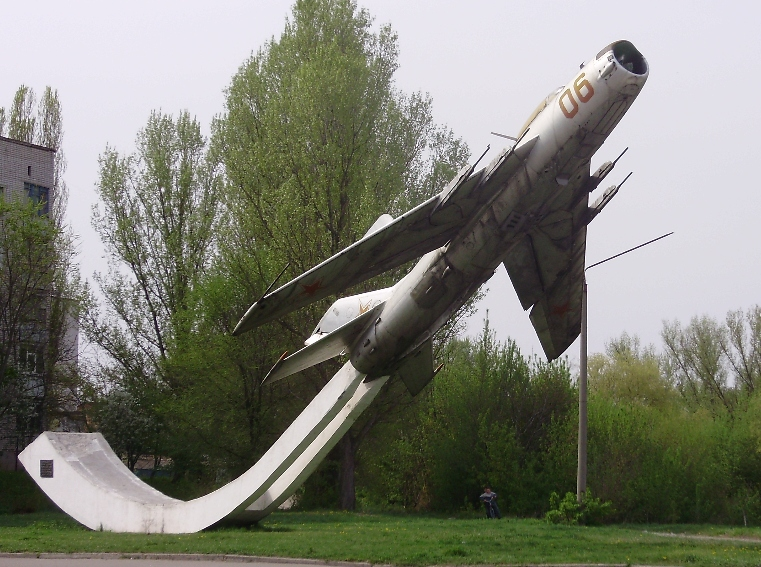
بنای یادبود نیروهای هوایی